# Александровская улица (Таганрог)
Алекса́ндровская улица — улица в центральной исторической части города Таганрога (Ростовская область).

## География
Расположена между Некрасовским переулком и Большим проспектом. Протяжённость 4145 м. Нумерация домов ведётся от Некрасовского переулка.

## История
Историческое название Александровской улице возвращено в 1998 году. Переименована в ул. Свердлова в 1923 году. Впервые Александровской улица была названа в 1904 году.

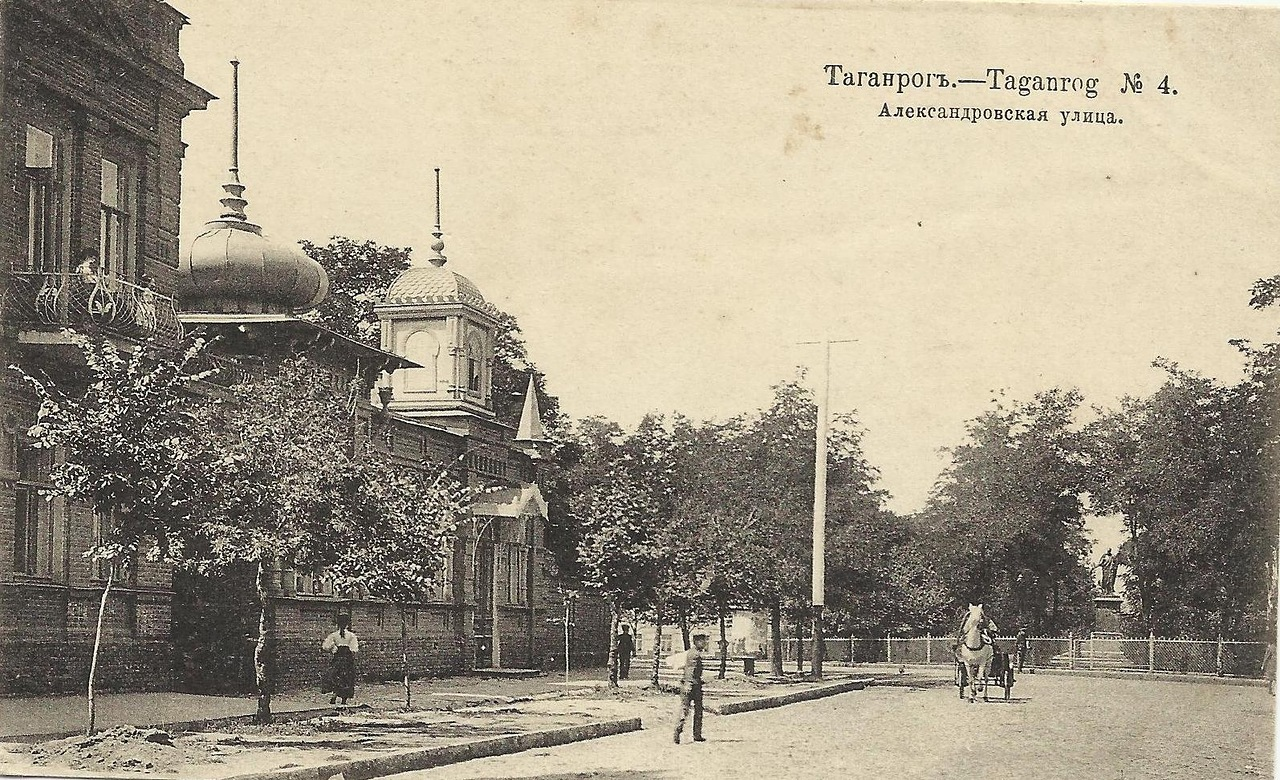
Александровская улица в начале XX века

## На улице расположены
- «Казачий рынок» — дом 21.
- Общежитие № 3 ТТИ ЮФУ — дом 30.
- Таганрогская таможня — дом 53.
- Таганрогский художественный музей — дом 56.
- Дом пионеров (до 1991) — дом 60.
- Дом Парноха — дом 62.
- Музей «Лавка Чеховых» — дом 100[3].
- Круглый дом — дом 107.

## Памятники
- Памятник Александру I — Александровская площадь.